# 室谷忠一
室谷 忠一（むろや ちゅういち、1892年（明治25年）1月27日 - 1976年（昭和51年）1月25日）は、大日本帝国陸軍軍人。最終階級は陸軍少将。功四級。

## 経歴
1892年（明治25年）に和歌山県で生まれた。陸軍士官学校第24期卒業。1937年（昭和12年）10月に歩兵第68連隊補充隊長に就任し、1938年（昭和13年）3月1日に陸軍歩兵大佐に進級。7月7日に歩兵第78連隊長（第1軍・第20師団・歩兵第39旅団）に転じ、日中戦争に出動した。
1940年（昭和15年）9月に東京陸軍兵器補給廠長を経て、1941年（昭和16年）7月8日に第25軍兵器部長（南方軍）に就任し、8月25日に陸軍少将に進級。太平洋戦争開戦後はシンガポール攻略戦に出征した。1942年（昭和17年）12月に第52歩兵団長に転じ、1943年（昭和18年）5月に第51歩兵団長（第18軍・第51師団）に着任。東部ニューギニア戦線に出征し、サラモア戦、サラワケット山脈越えなど悪戦苦闘の連続であった。1944年（昭和19年）2月5日に留守第51師団司令部附を経て、4月6日に第81師団司令部附（第36軍）となり、茨城県結城で本土決戦に備える中で終戦となった。終戦後の10月14日に予備役に編入された。
1947年（昭和22年）11月28日、公職追放仮指定を受けた。